# هارولد هاردمن
هارولد پین هاردمن (به انگلیسی: Harold Payne Hardman) (زاده ۴ آوریل ۱۸۸۲ - درگذشته ۹ ژوئن ۱۹۶۵) بازیکن فوتبال اهل انگلستان بود که بعدها به مدیریت باشگاه‌های فوتبال روی آورد. وی در تاریخ ۲۷ مارس ۱۹۰۵ نخستین بازی ملی خود را در مقابل تیم ملی فوتبال ولز انجام داد و با حضور در ۴ بازی ملی، در تاریخ ۱۶ مارس ۱۹۰۸ واپسین بازی ملی‌اش را در برابر تیم ملی فوتبال ولز برگزار کرد.
این بازیکن توانسته در بازی‌های ملی، ۱ گل به ثمر برساند.